# Museo de Arte Contemporaneo Plaza La Paz
El Museo de Arte Contemporaneo Plaza La Paz, ubicado en La Paz (Bolivia), exhibe una colección de pinturas, esculturas, cerámica, obras de artistas reconocidos nacionales o extranjeros de los últimos 500 años.
Aunque actualmente y desde el año 2022 cumple la función de local comercial, principalmente negocios abiertos al público y de comida rápida.

## Historia
El museo queda ubicado en la Av. 16 de julio Nro 1698, La Paz, Bolivia. El paseo del Prado mantuvo hasta mediados del siglo XX su carácter exclusivo, albergando lujosas residencias y delegaciones diplomáticas. Un ejemplo de dicho periodo es este inmueble en arquitectura ecléctica, destacando en su fachada los balcones en hierro forjado de estilo Art Noveau. 
El balcón central creado presenta un notable trabajo de herrería que muestra ornamentos vegetales y ventanas balconeras tipo vitral.

El museo está ubicado en una casona del siglo XIX que ha sido declarada monumento nacional. y puede visitarse de lunes a domingo de 09:00 a 21:00.

## Exposiciones
El museo cuenta con exposiciones permanentes y temporales. En 2002, el periódico La Patria publicó un artículo sobre una exposición de cinco artistas plásticos oureños sobre la minería. En el año 2014 se realizó una exposición en honor al comediante Roberto Gómez Bolaños en conmemoración de su 85 cumpleaños. En ella se exhibieron obras de treinta artistas bolivianos inspirados en Chespirito obra del comediante.